# Rabat
Rabat (arabul: الرباط) Marokkó fővárosa, egyben Rabat-Salé-Zemmour-Zaer régió székhelye. A város az Atlanti-óceán partján, a Bou Regreg folyó torkolatánál fekszik.

## Népessége
A város népességének változása:
| Lakosok száma | 375 000 | 526 124 | 615 377 | 621 480 | 572 717 | 509 916 |
|               | 1971    | 1982    | 1994    | 2004    | 2014    | 2024    |

## Földrajz
Az Atlanti-óceán partján, a Bou-Regreg folyó bal partján fekszik. A folyó túlpartján helyezkedik el Szale, egy agglomerációs alvótelepülés, melyet gyakran Rabat ikervárosának is neveznek.

### Éghajlat
Rabat mediterrán éghajlattal rendelkezik.
| Hónap                         | Jan. | Feb. | Már. | Ápr. | Máj. | Jún. | Júl. | Aug. | Szep. | Okt. | Nov. | Dec. | Év   |
| ----------------------------- | ---- | ---- | ---- | ---- | ---- | ---- | ---- | ---- | ----- | ---- | ---- | ---- | ---- |
| Átlagos max. hőmérséklet (°C) | 17,2 | 17,7 | 19,2 | 20,0 | 22,1 | 24,7 | 27,1 | 27,5 | 26,4  | 24,0 | 20,6 | 17,7 | 22,0 |
| Átlagos min. hőmérséklet (°C) | 7,2  | 7,8  | 9,2  | 10,4 | 12,7 | 15,4 | 17,6 | 17,7 | 16,7  | 14,1 | 11,1 | 8,7  | 12,4 |
| Átl. csapadékmennyiség (mm)   | 77   | 74   | 61   | 62   | 25   | 6    | 1    | 1    | 6     | 43   | 96   | 101  | 553  |
| Havi napsütéses órák száma    | 179  | 183  | 232  | 255  | 291  | 288  | 316  | 306  | 261   | 235  | 189  | 179  | 2914 |
| Forrás: Hong Kong Observatory |      |      |      |      |      |      |      |      |       |      |      |      |      |

## Történelem
Rabatot az arabok alapították a XII. században. A város gyors fejlődése a XVII. században kezdődött. Ekkor telepedtek le itt tömegesen az andalúziai muzulmánok – a mórok –, köztük számos iparos, kereskedő, tengerész. A XIX. századra Marokkó fontos politikai és gazdasági központja lett. A gyarmatosítási időszakban Rabat volt a franciákkal szembeni ellenállás egyik utolsó bástyája.

## Gazdaság
Rabat és Salé lakossága együtt mintegy 1,8 millió főt tesz ki. A folyó által hozott hordalék következtében az ikervárosok kikötői szerepe folyamatosan csökken, ugyanakkor még mindig jelentős a textil-, az élelmiszer- és az építőipar. Az ipar, a turizmus, valamint más országok marokkói külképviseleteinek jelenléte miatt Rabat az ország második legfontosabb városának számít a népesebb, és gazdaságilag sokkal jelentősebb Casablanca után.

## Közlekedés
Nemzetközi repülőtere a Rabat–Szala repülőtér.

## Sport
2016-ban Rabatban zajlott a marokkói WTA-torna. A női teniszverseny évente kerül megrendezésre Marokkóban, volt már több helyszínen az évek során. A 2016-os verseny kiemeltjei között volt a magyar Babos Tímea és a svájci színekben teniszező Bacsinszky Tímea is.

## Oktatás
- ESSEC Business School

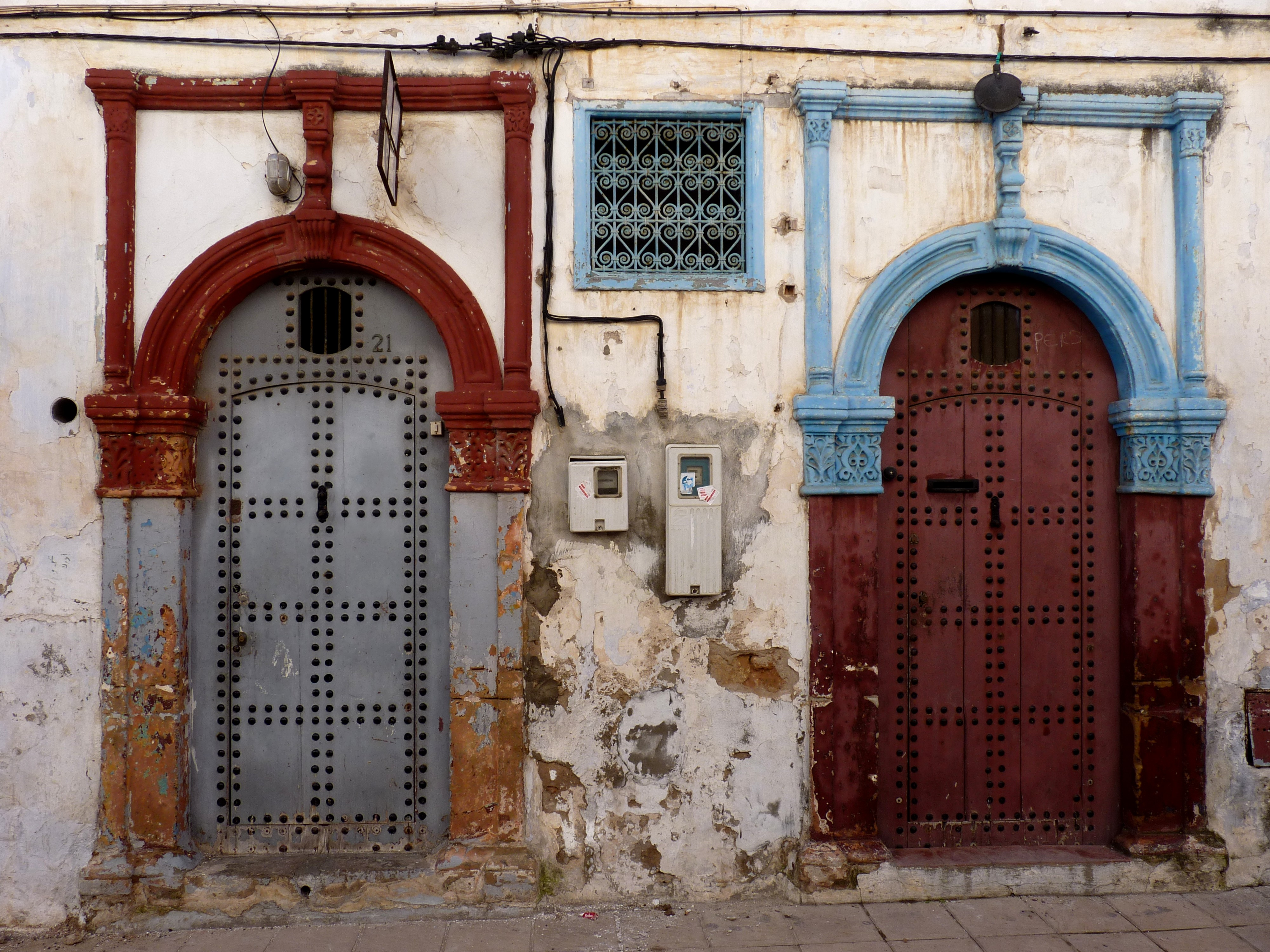
Óvárosi utca
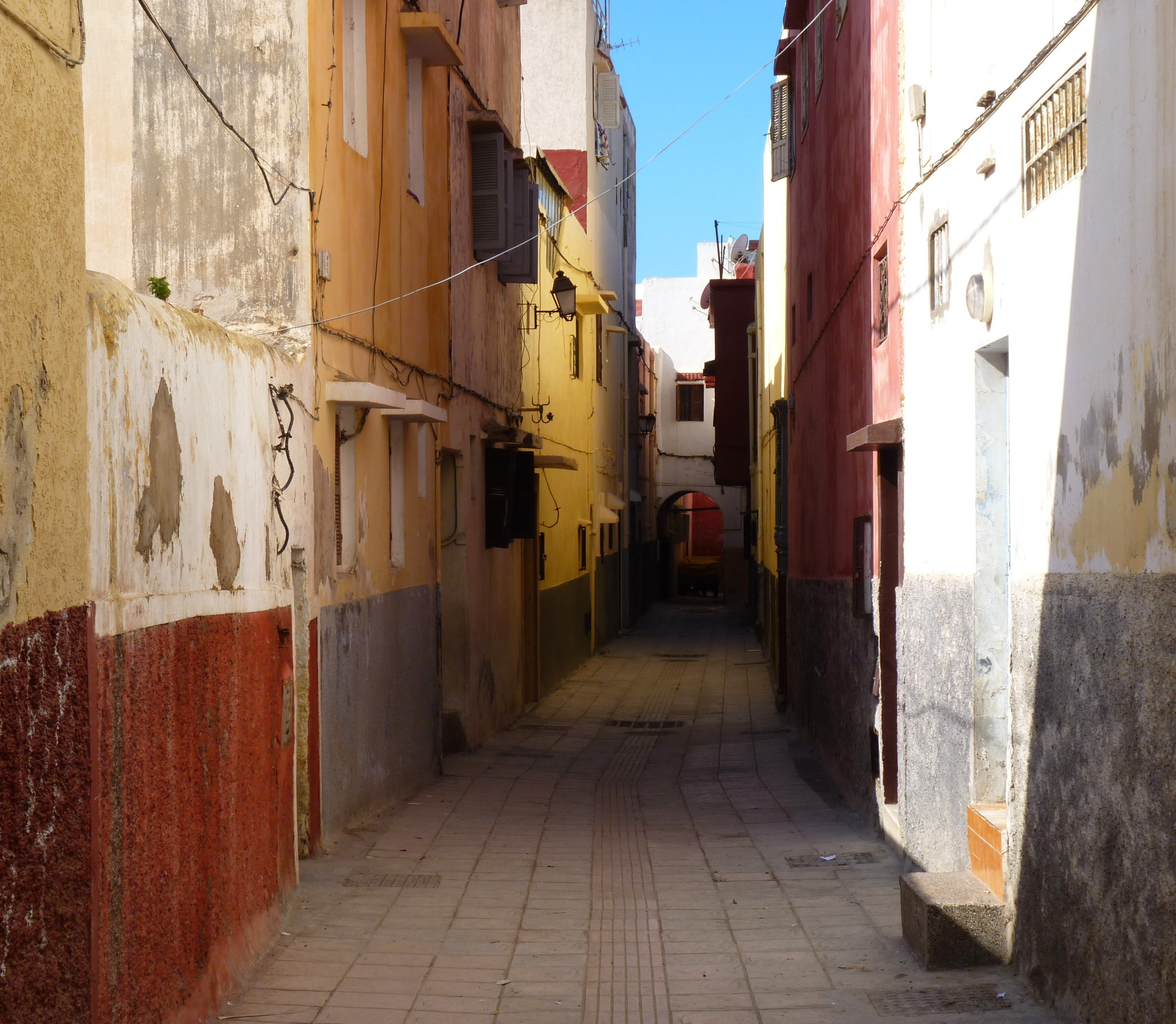
Óvárosi utca
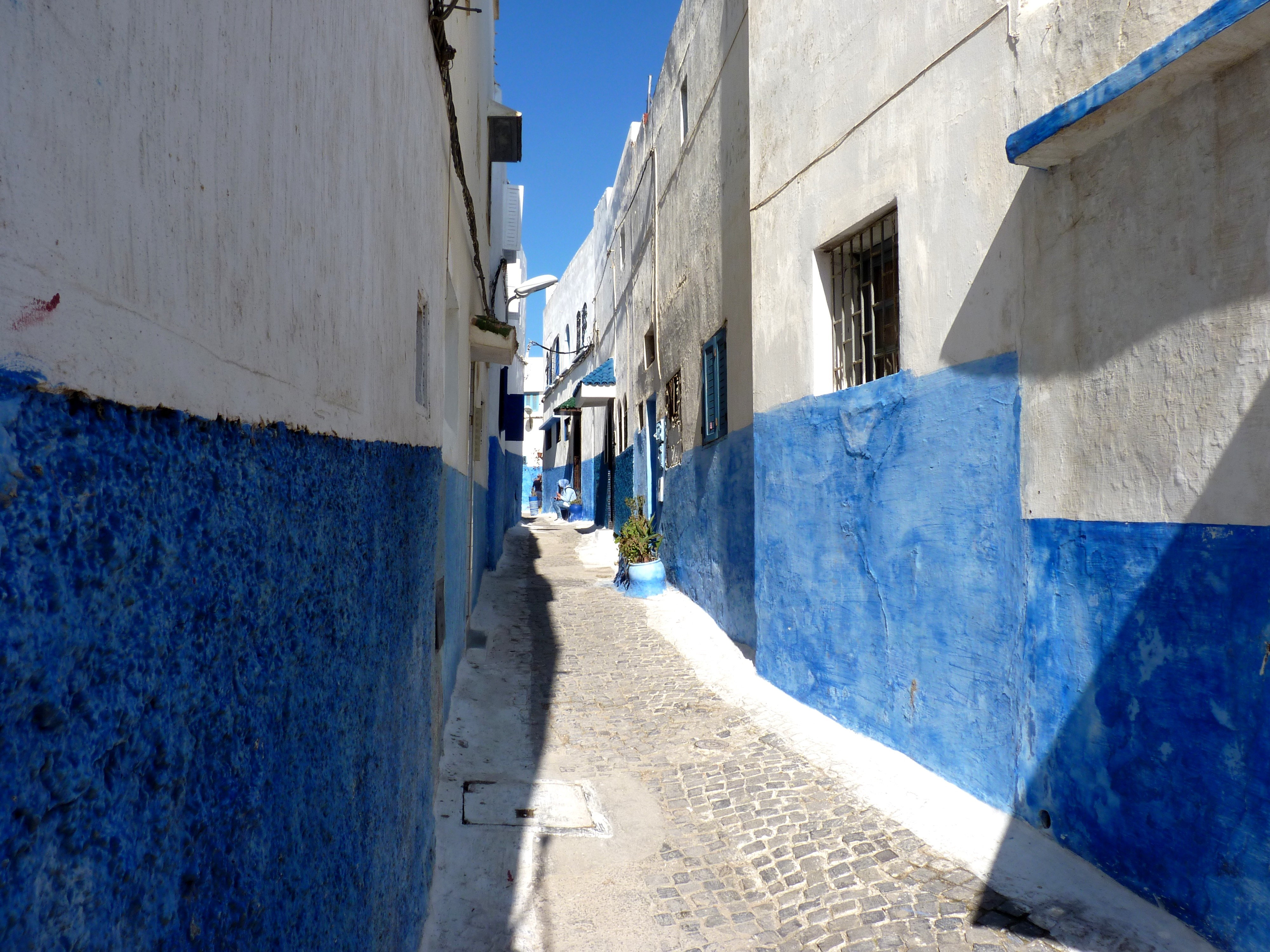
Óvárosi utca
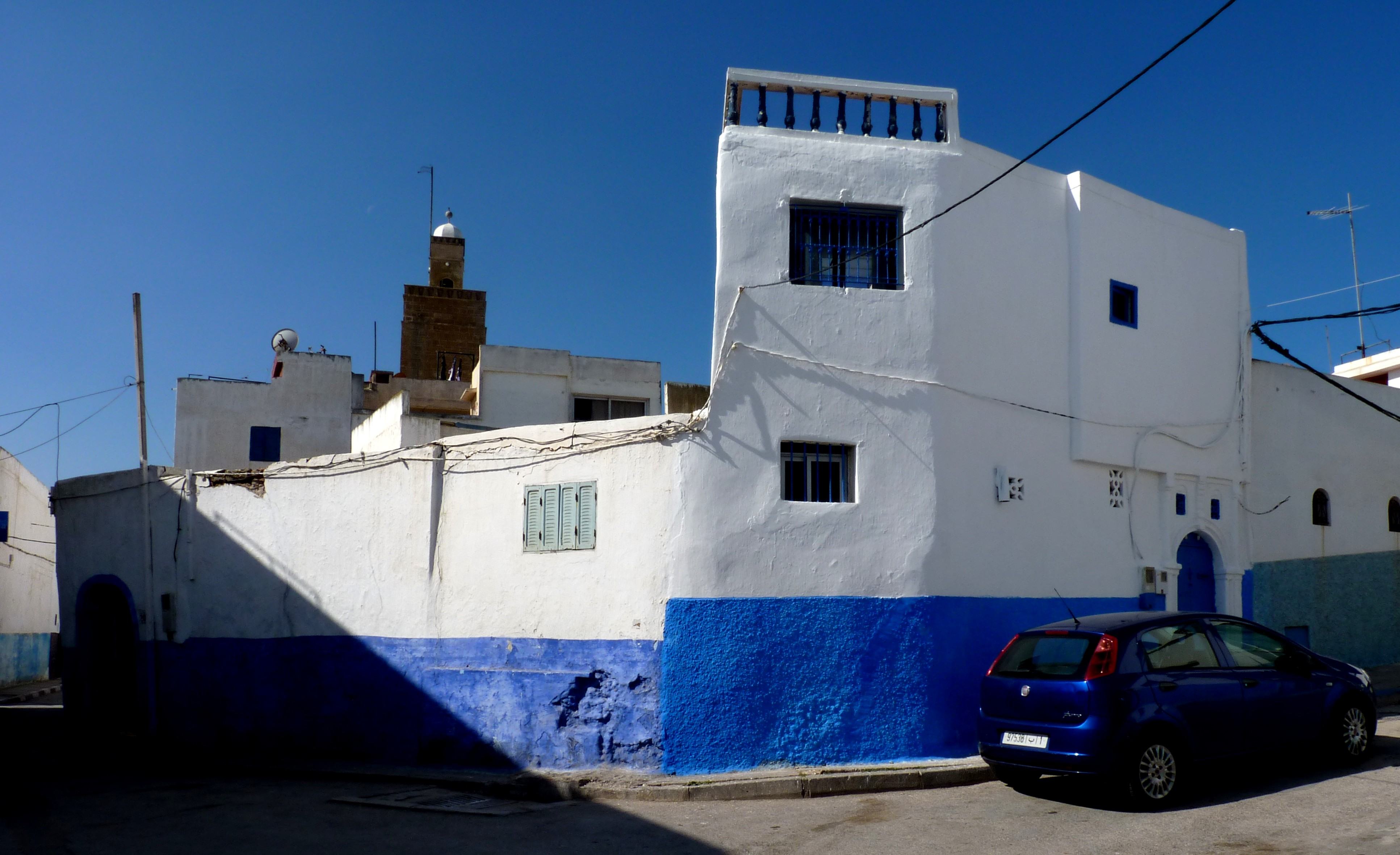
Óvárosi utca
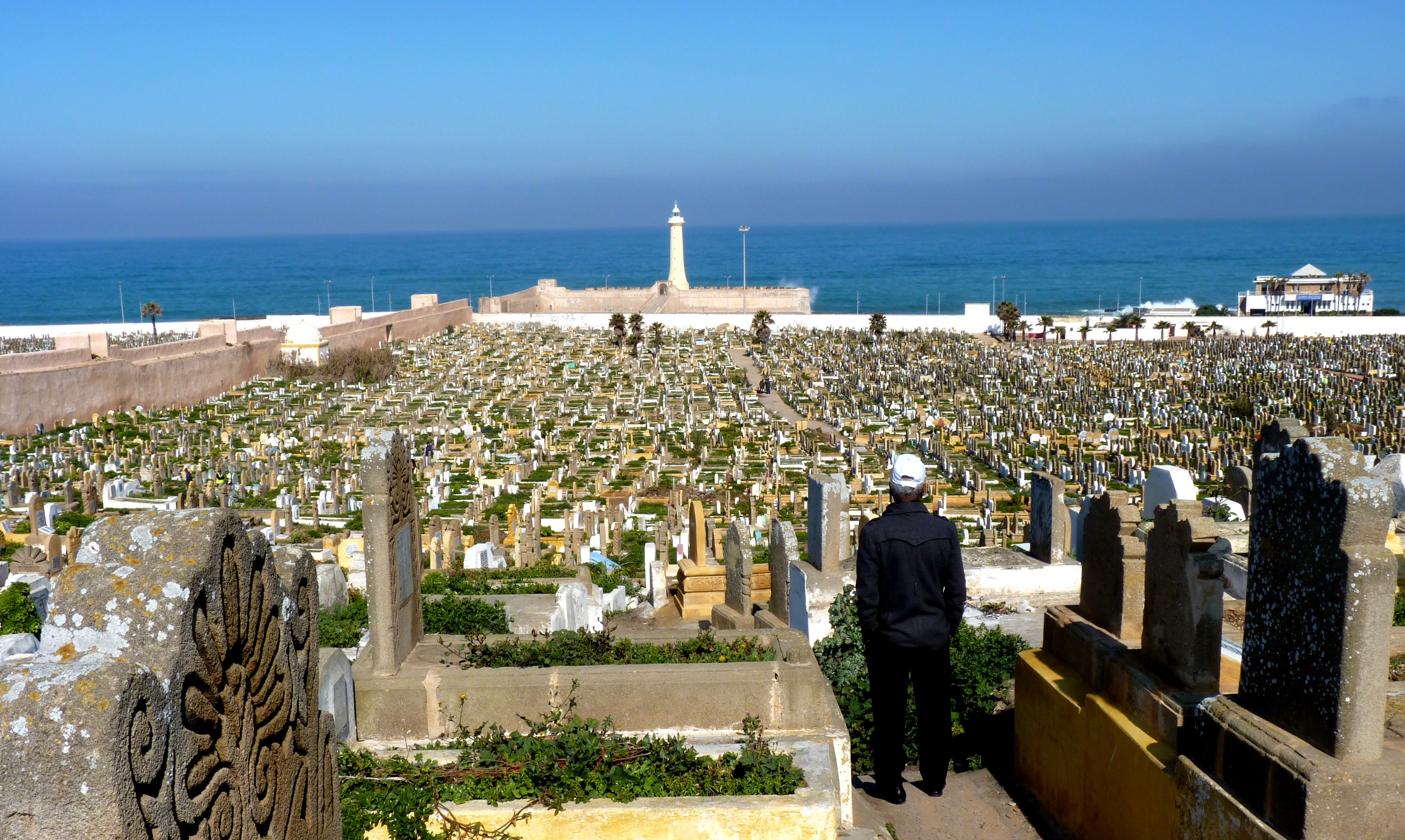
Az Al Suhada temető